# Ride (Twenty One Pilots)
"Ride" is een nummer van de Amerikaanse alternatieve hiphop-band Twenty One Pilots van hun vierde studioalbum Blurryface. "Ride" verscheen op 11 mei 2015 op het YouTube-account van de band en een dag later op Google Play Store. Ride maakte deel uit van de soundtrack van de in 2016 gelanceerde videogame Pro Evolution Soccer 2017.

## Videoclip
De bijhorende videoclip kwam uit op 13 mei 2015.

## Tracklijst
| Nr. | Titel | Duur |
| --- | ----- | ---- |
| 1.  | Ride  | 3:34 |

| Nr. | Titel                    | Duur |
| --- | ------------------------ | ---- |
| 1.  | Ride                     | 3:34 |
| 2.  | Ride (MSTR Rogers remix) |      |

## Hitnoteringen

### Nederlandse Top 40
| Positie: | 38 | 34 | 33 | 34 | 40 | uit |

### NederlandseSingle Top 100
| Hitnotering: 11-06-2016 t/m 29-10-2016 | Hitnotering: 11-06-2016 t/m 29-10-2016 | Hitnotering: 11-06-2016 t/m 29-10-2016 | Hitnotering: 11-06-2016 t/m 29-10-2016 | Hitnotering: 11-06-2016 t/m 29-10-2016 | Hitnotering: 11-06-2016 t/m 29-10-2016 | Hitnotering: 11-06-2016 t/m 29-10-2016 | Hitnotering: 11-06-2016 t/m 29-10-2016 | Hitnotering: 11-06-2016 t/m 29-10-2016 | Hitnotering: 11-06-2016 t/m 29-10-2016 | Hitnotering: 11-06-2016 t/m 29-10-2016 | Hitnotering: 11-06-2016 t/m 29-10-2016 |
| Week:                                  | 1                                      | 2                                      | 3                                      | 4                                      | 5                                      | 6                                      | 7                                      | 8                                      | 9                                      | 10                                     | 11                                     |
| -------------------------------------- | -------------------------------------- | -------------------------------------- | -------------------------------------- | -------------------------------------- | -------------------------------------- | -------------------------------------- | -------------------------------------- | -------------------------------------- | -------------------------------------- | -------------------------------------- | -------------------------------------- |
| Positie:                               | 92                                     | 65                                     | 66                                     | 76                                     | 48                                     | 47                                     | 44                                     | 37                                     | 33                                     | 35                                     | 37                                     |
| Week:                                  | 12                                     | 13                                     | 14                                     | 15                                     | 16                                     | 17                                     | 18                                     | 19                                     | 20                                     | 21                                     |                                        |
| Positie:                               | 45                                     | 44                                     | 41                                     | 41                                     | 41                                     | 52                                     | 56                                     | 62                                     | 69                                     | 75                                     | uit                                    |

### NederlandseMega Top 50
| Hitnotering: 28-05-2016 t/m 17-09-2016 | Hitnotering: 28-05-2016 t/m 17-09-2016 | Hitnotering: 28-05-2016 t/m 17-09-2016 | Hitnotering: 28-05-2016 t/m 17-09-2016 | Hitnotering: 28-05-2016 t/m 17-09-2016 | Hitnotering: 28-05-2016 t/m 17-09-2016 | Hitnotering: 28-05-2016 t/m 17-09-2016 | Hitnotering: 28-05-2016 t/m 17-09-2016 | Hitnotering: 28-05-2016 t/m 17-09-2016 | Hitnotering: 28-05-2016 t/m 17-09-2016 | Hitnotering: 28-05-2016 t/m 17-09-2016 | Hitnotering: 28-05-2016 t/m 17-09-2016 | Hitnotering: 28-05-2016 t/m 17-09-2016 | Hitnotering: 28-05-2016 t/m 17-09-2016 | Hitnotering: 28-05-2016 t/m 17-09-2016 | Hitnotering: 28-05-2016 t/m 17-09-2016 | Hitnotering: 28-05-2016 t/m 17-09-2016 | Hitnotering: 28-05-2016 t/m 17-09-2016 | Hitnotering: 28-05-2016 t/m 17-09-2016 |
| Week:                                  | 1                                      | 2                                      | 3                                      | 4                                      | 5                                      | 6                                      | 7                                      | 8                                      | 9                                      | 10                                     | 11                                     | 12                                     | 13                                     | 14                                     | 15                                     | 16                                     | 17                                     |                                        |
| -------------------------------------- | -------------------------------------- | -------------------------------------- | -------------------------------------- | -------------------------------------- | -------------------------------------- | -------------------------------------- | -------------------------------------- | -------------------------------------- | -------------------------------------- | -------------------------------------- | -------------------------------------- | -------------------------------------- | -------------------------------------- | -------------------------------------- | -------------------------------------- | -------------------------------------- | -------------------------------------- | -------------------------------------- |
| Positie:                               | 41                                     | 34                                     | 36                                     | 32                                     | 37                                     | 39                                     | 38                                     | 40                                     | 40                                     | 40                                     | 38                                     | 38                                     | 38                                     | 39                                     | 43                                     | 42                                     | 47                                     | uit                                    |

### NPO Radio 2 Top 2000
Ride stond alleen in 2022 in de NPO Radio 2 Top 2000, op plek 1930.